# Éva Rakusz
Éva Rakusz (Miskolc, Borsod-Abaúj-Zemplén, 13 de maio de 1961) é uma ex-canoísta de velocidade húngara na modalidade de canoagem.

## Carreira
Foi vencedora da medalha de Prata em K-4 500 m em Seul 1988 junto com as suas colegas de equipa Erika Mészáros, Erika Géczi e Rita Kőbán.
Foi vencedora da medalha de Bronze em K-2 500 m em Moscovo 1980.